# Lepidophthalmus richardi
Lepidophthalmus richardi is een tienpotigensoort uit de familie van de Callianassidae. De wetenschappelijke naam van de soort is voor het eerst geldig gepubliceerd in 1997 door Felder & Manning.